# Élections sénatoriales de 2011 dans l'Orne
Les élections sénatoriales dans l'Orne ont lieu le dimanche 25 septembre 2011. Elles ont pour but d'élire les sénateurs représentant le département au Sénat pour un mandat de six années.

## Contexte départemental
Lors des élections sénatoriales du 23 septembre 2001 dans l'Orne, deux sénateurs ont été élus : Daniel Goulet (UDF) et Alain Lambert (RPR).
Depuis, tous les effectifs du collège électoral des grands électeurs ont été renouvelés, avec les élections législatives françaises de 2007, les élections régionales françaises de 2010, les élections cantonales de 2008 et 2011 et les élections municipales françaises de 2008.

## Sénateurs sortants
Le seul sénateur sortant est Nathalie Goulet (DVD). Le 13 octobre 2010, Alain Lambert (UMP) est nommé conseiller maître à la Cour des comptes, son siège reste vacant.
| Sénateur | Sénateur        | Parti | Fonctions lors de l'élection en 2001 |
| -------- | --------------- | ----- | ------------------------------------ |
|          | Nathalie Goulet | DVD   |                                      |
|          | vacant          |       |                                      |

## Présentation des candidats et des suppléants
Les nouveaux représentants sont élus pour une législature de 6 ans au suffrage universel indirect par les 1027 grands électeurs du département. Dans l'Orne, les sénateurs sont élus au scrutin majoritaire à deux tours. Leur nombre reste inchangé, 2 sénateurs sont à élire. Ils sont 8 candidats dans le département, chacun avec un suppléant.
| T/S | Candidats | Candidats                  | Parti | Principale fonction                                  |
| --- | --------- | -------------------------- | ----- | ---------------------------------------------------- |
| T   |           | Jean Chatelais             | PCF   | Conseiller régional                                  |
| S   |           | Nathalie Ledentu           | PCF   |                                                      |
| T   |           | José Collado               | PS    | Conseiller général, conseiller municipal de Beauvain |
| S   |           | Danièle Mary               | DVG   | Maire de Saint-Germain-de-la-Coudre                  |
| T   |           | Gérard Lurçon              | PRG   | Maire de Saint-Germain-du-Corbéis                    |
| S   |           | Marie-Joseph Pierre-Beylot | PRG   | Adjointe au maire d'Argentan                         |
| T   |           | Nathalie Goulet            | DVD   | Sénatrice sortante                                   |
| S   |           | Franck Poirier             | DVD   | Maire de Bresolettes                                 |
| T   |           | Jean-Pierre Gérondeau      | DVD   | Conseiller général, maire de Condé-sur-Huisne        |
| S   |           | Françoise Couprit          | DVD   |                                                      |
| T   |           | Christophe de Ballore      | DVD   | Conseiller général                                   |
| S   |           | Marise Oliveira            | DVD   | Conseiller général                                   |
| T   |           | Jean-Claude Lenoir         | UMP   | Député, maire de Mortagne-au-Perche                  |
| S   |           | Jean-Pierre Blouet         | DVD   | Conseiller général, maire de Bagnoles-de-l'Orne      |
| T   |           | Lionel Stieffel            | FN    |                                                      |
| S   |           | Francine Lavanry           | FN    |                                                      |

## Résultats
| Candidat et parti politique | Candidat et parti politique | Candidat et parti politique | Premier tour | Premier tour | Second tour | Second tour |
| Candidat et parti politique | Candidat et parti politique | Candidat et parti politique | Voix         | %            | Voix        | %           |
| --------------------------- | --------------------------- | --------------------------- | ------------ | ------------ | ----------- | ----------- |
|                             | Nathalie Goulet             | DVD                         | 491          | 48,23        | 617         | 60,37       |
|                             | Jean-Claude Lenoir          | UMP                         | 457          | 44,89        | 498         | 48,73       |
|                             | Christophe de Ballore       | DVD                         | 349          | 34,28        | 335         | 32,78       |
|                             | José Collado                | PS                          | 304          | 29,86        | 344         | 33,66       |
|                             | Jean Chatelais              | PCF                         | 106          | 10,41        |             |             |
|                             | Gérard Lurçon               | PRG                         | 92           | 9,04         |             |             |
|                             | Jean-Pierre Gérondeau       | DVD                         | 64           | 6,29         |             |             |
|                             | Lionel Stieffel             | FN                          | 18           | 1,77         |             |             |
|                             |                             |                             |              |              |             |             |
| Inscrits                    | Inscrits                    | Inscrits                    | 1 027        | 100,00       | 1 027       | 100,00      |
| Abstentions                 | Abstentions                 | Abstentions                 | 3            | 0,29         | 1           | 0,10        |
| Votants                     | Votants                     | Votants                     | 1 024        | 99,71        | 1 026       | 99,90       |
| Blancs et nuls              | Blancs et nuls              | Blancs et nuls              | 6            | 0,58         | 4           | 0,39        |
| Exprimés                    | Exprimés                    | Exprimés                    | 1 018        | 99,12        | 1 022       | 99,51       |